# Scopula crassestrigata
Scopula crassestrigata är en fjärilsart som beskrevs av Barend J. Lempke 1949. Scopula crassestrigata ingår i släktet Scopula och familjen mätare. Inga underarter finns listade.